# Хоттингер, Иоганн Якоб
Иоганн Якоб Хоттингер (нем. Johann Jakob Hottinger; 1783—1860) — швейцарский историк; профессор Цюрихского университета.

## Биография
Иоганн Якоб Хоттингер родился 18 мая 1783 года в городе Цюрихе. Изучал богословие в Цюрихе и Лейпциге и, после получения диплома, занимал должность преподавателя в школе для девочек, затем был назначен профессором в художественной школе своего родного города.
В 1844 году был принят ординарным профессором в Цюрихский университет.
Среди его наиболее известных трудов: «Huldreich Zwingli und seine Zeit» (1842); «Vorlesungen über die Geschichte des Untergangs der Eidgenossenschaft der 13 Orte» (1846); «Geschichte der schweizer Kirchentrennung» (1825—1829) — продолжение «Schweizergeschichte» Иоанна Миллера. Также он окончил «Geschichte der Republik Zürich» И. К. Блунчли, редактировал «Schweizer Monatschronik» и издал с Вегели «Reformationsgeschichte» Генриха Буллингера (1840).
Иоганн Якоб Хоттингер умер 17 мая 1860 года в Цюрихе.